# Notothamia ferruginea
Notothamia ferruginea là một loài rêu trong họ Seligeriaceae. Loài này được (Wilson) Ochyra & Seppelt mô tả khoa học đầu tiên năm 2011.